# 홍상수
홍상수(洪常秀, 1960년 10월 25일 ~ )는 대한민국의 영화 감독이자 각본가이다.
1996년 《돼지가 우물에 빠진 날》로 데뷔했다. 2010년 칸 영화제에서 《하하하》로 '주목할 만한 시선' 부문 대상을 수상했고, 2020년 제70회 베를린 국제 영화제에서 《도망친 여자》로 은곰상 감독상을 수상했다.

## 학력
- 중앙대학교 연극영화과 (중퇴)
- 캘리포니아 예술대학 학사
- 시카고 예술대학 영화학 석사

## 생애
영화제작자 홍의선과 전옥숙의 2남 1녀 중 막내로 태어났다. 중앙대학교 연극영화과에 진학했으나 1년만에 중퇴하고 미국으로 건너가 캘리포니아 예술대학에서 학부 과정을 마쳤고, 시카고 예술대학에서 영화학 석사 학위를 받았다.
유학 시절 《개미 보는 여인》등 단편 실험영화를 다수 연출했다. 에릭 로메르, 로베르 브레송, 오즈 야스지로, 폴 세잔 등의 영향을 받았다고 밝힌 바 있다. 
1992년 귀국 후, 어머니 전옥숙이 설립한 시네텔서울에 프로듀서로 입사하여 TV 프로그램을 제작했다. 이때 만든 SBS 《작가와 화제작》은 제19회 한국방송대상 외주제작상을 받았다. 1994년부터 동아수출공사 기획실에서 근무하다가, 1996년《돼지가 우물에 빠진 날》로 데뷔했다.
1997년부터 2002년까지 한국예술종합학교 영화과 교수를 역임했고, 2008년부터 건국대학교 예술디자인대학 영상영화학과 교수로 재직중이다.

## 논란

### 김민희와의 간통
2016년 6월 《지금은맞고그때는틀리다》에 출연한 영화배우 김민희와의 불륜설이 언론 보도되었고, 같은 해 11월 아내 조 씨를 상대로 이혼 소송을 제기했다. 홍상수와 김민희는 2017년 3월 13일 《밤의 해변에서 혼자》기자간담회에 함께 참석하여 "진솔하게 사랑하는 사이"라며 둘의 관계를 공식 인정했다.

## 작품 활동
- 1996년 - 《돼지가 우물에 빠진 날》
- 1998년 - 《강원도의 힘》
- 2000년 - 《오! 수정》
- 2002년 - 《생활의 발견》
- 2004년 - 《여자는 남자의 미래다》
- 2005년 - 《극장전》
- 2006년 - 《해변의 여인》
- 2008년 - 《밤과 낮》
- 2009년 - 《첩첩산중》 (제10회 전주국제영화제 상영작)
- 2009년 - 《잘 알지도 못하면서》
- 2010년 - 《하하하》
- 2010년 - 《옥희의 영화》
- 2011년 - 《북촌방향》
- 2012년 - 《다른 나라에서》
- 2013년 - 《누구의 딸도 아닌 해원》
- 2013년 - 《우리 선희》
- 2014년 - 《자유의 언덕》
- 2015년 - 《지금은맞고그때는틀리다》
- 2016년 - 《당신자신과 당신의 것》
- 2016년 - 《밤의 해변에서 혼자》
- 2017년 - 《클레어의 카메라》
- 2017년 - 《그 후》
- 2018년 - 《풀잎들》
- 2018년 - 《강변호텔》
- 2020년 - 《도망친 여자》
- 2021년 - 《인트로덕션》
- 2021년 - 《당신 얼굴 앞에서》
- 2022년 - 《소설가의 영화》
- 2022년 - 《탑》
- 2023년 - 《물안에서》
- 2023년 - 《우리의 하루》
- 2024년 - 《여행자의 필요》
- 2024년 - 《수유천》
- 2025년 - 《그 자연이 네게 뭐라고 하니》

## 경력
- 1997년~2002년 한국예술종합학교 영상원 영화과 교수
- 1998년 제14회 산타바바라 영화제 심사위원장
- 2008년~ 건국대학교 예술디자인대학 영화학과 교수
- 2009년 제62회 로카르노 국제 영화제 심사위원

## 수상
- 1996년 제17회 청룡영화상 신인감독상《돼지가 우물에 빠진 날》
- 1996년 제15회 밴쿠버국제영화제 용호상《돼지가 우물에 빠진 날》
- 1996년 제16회 한국영화평론가협회상 신인감독상《돼지가 우물에 빠진 날》
- 1996년 제27회 로테르담 국제 영화제 경쟁부문 최우수 작품상《돼지가 우물에 빠진 날》
- 1997년 제20회 황금촬영상 신인감독상《돼지가 우물에 빠진 날》
- 1997년 제42회 아시아태평양영화제 신인감독상《돼지가 우물에 빠진 날》
- 1998년 제51회 칸 영화제 공식부문《강원도의 힘》
- 1998년 제3회 부산국제영화제 넷팩상《강원도의 힘》
- 1998년 제19회 청룡영화상 감독상《강원도의 힘》
- 1998년 제19회 청룡영화상 각본상《강원도의 힘》
- 2000년 제45회 아시아태평양영화제 각본상《오!수정》
- 2000년 제1회 부산영화평론가협회상 최우수 작품상 《오!수정》
- 2000년 제13회 도쿄국제영화제 심사위원 특별언급상《오!수정》
- 2002년 제47회 아시아태평양영화제 감독상《생활의 발견》
- 2003년 제29회 시애틀국제영화제 거장감독쇼케이스상
- 2006년 제9회 디렉터스 컷 시상식 올해의 감독상 《해변의 여인》
- 2007년 제22회 마르 델 플라타 영화제 감독상《해변의 여인》
- 2008년 제9회 부산영화평론가협회상 최우수 작품상 《밤과 낮》
- 2008년 제17회 부일영화상 최우수 작품상《밤과 낮》
- 2008년 제28회 한국영화평론가협회상 최우수 작품상, 각본상《밤과 낮》
- 2010년 제63회 칸 영화제 주목할 만한 시선상《하하하》
- 2010년 제19회 부일영화상 최우수감독상 《하하하》
- 2010년 제11회 부산영화평론가협회상 대상 《옥희의 영화》
- 2011년 제40회 로테르담 국제 영화제 리턴 오브 타이거상
- 2011년 제2회 대한민국 대중문화예술상 대통령표창
- 2012년 제21회 부일영화상 유현목영화예술상
- 2013년 제66회 로카르노 국제 영화제 최우수 감독상《우리 선희》
- 2013년 제14회 부산영화평론가협회상 심사위원특별상 《우리 선희》
- 2014년 제23회 부일영화상 최우수감독상 《우리 선희》
- 2014년 제34회 한국영화평론가협회상 최우수작품상 《자유의 언덕》
- 2014년 제36회 낭뜨3대륙영화제 최우수작품상 《자유의 언덕》
- 2015년 제2회 들꽃영화상 극 영화부문 감독상 《자유의 언덕》
- 2015년 제68회 로카르노 국제 영화제 국제경쟁부문 황금표범상 《지금은맞고그때는틀리다》
- 2015년 제35회 한국영화평론가협회상 10대 영화상 《지금은맞고그때는틀리다》
- 2015년 제16회 부산영화평론가협회상 대상 《지금은맞고그때는틀리다》
- 2015년 제53회 히혼국제영화제 장편부문 최우수작품상 《지금은맞고그때는틀리다》
- 2016년 제64회 산세바스티안국제영화제 은조개상 《당신자신과 당신의 것》
- 2017년 제37회 한국영화평론가협회상 10대 영화상 《밤의 해변에서 혼자》
- 2017년 제18회 부산영화평론가협회상 대상 《밤의 해변에서 혼자》, 《그 후》
- 2018년 제5회 들꽃영화상 극영화부문 감독상 《그 후》
- 2018년 제56회 히혼국제영화제 장편부문 최우수작품상 《강변호텔》
- 2018년 제56회 히혼국제영화제 장편부문 각본상 《강변호텔》
- 2019년 제20회 부산영화평론가협회상 대상 《강변호텔》
- 2020년 제70회 베를린국제영화제 은곰상 감독상 (도망친 여자)
- 2020년 제40회 한국영화평론가협회상 국제비평가연맹 한국본부상 (도망친 여자)

## 같이 보기
- 김민희
- 송선미
- 권해효
- 문성근
- 유준상
- 예지원
- 김영호
- 기주봉
- 서영화
- 오세정 (물리학자)(매형)